# Kyle (Dakota del Sud)
Kyle (in lakota: phežúta ȟaká; "medicina ramificata") è un census-designated place (CDP) degli Stati Uniti d'America della contea di Oglala Lakota nello Stato del Dakota del Sud. La popolazione era di 846 abitanti al censimento del 2010. Situata all'interno della riserva indiana di Pine Ridge degli Oglala Lakota, è uno dei due insediamenti in America settentrionale che sono più vicini al polo dell'inaccessibilità.
La comunità deve il suo nome in onore di James H. Kyle, un senatore del Dakota del Sud.

## Geografia fisica
Kyle è situata a 43°25′36″N 102°10′32″W (43.426652, -102.175677).
Secondo lo United States Census Bureau, la città ha una superficie totale di 3,95 km², dei quali 3,82 km² di territorio e 0,13 km² di acque interne (3,41% del totale).
A Kyle è stato assegnato lo ZIP code 57752 e lo FIPS place code 34460.

## Società

### Evoluzione demografica
Secondo il censimento del 2010, la popolazione era di 846 abitanti.

### Etnie e minoranze straniere
Secondo il censimento del 2010, la composizione etnica della città era formata dal 2,6% di bianchi, lo 0,12% di afroamericani, il 95,63% di nativi americani, lo 0,35% di asiatici, lo 0% di oceanici, lo 0,35% di altre razze, e lo 0,95% di due o più etnie. Ispanici o latinos di qualunque razza erano il 3,19% della popolazione.